# Ionic No. 5
Ionic No. 5 is een schreeflettertype ontworpen door Chauncey H. Griffith, en uitgegeven in 1925 door Mergenthaler Linotype Company.
Het is een van de vijf lettertypes uit de 'Legibility Group' van Griffith; lettertypen die uitermate geschikt zijn voor kranten.
Griffith baseerde het lettertype op de 6-punts Monotype Ionic 156-J van Tolbert Lanston, en na vijf herzieningen was het eindelijk geschikt om technische problemen te verhelpen met stereotypie druk en het drukken van kranten met hoge snelheid.
Lettertype News 701  van Bitstream is nagenoeg identiek aan Ionic No. 5.